# Carl Bertheau der Jüngere

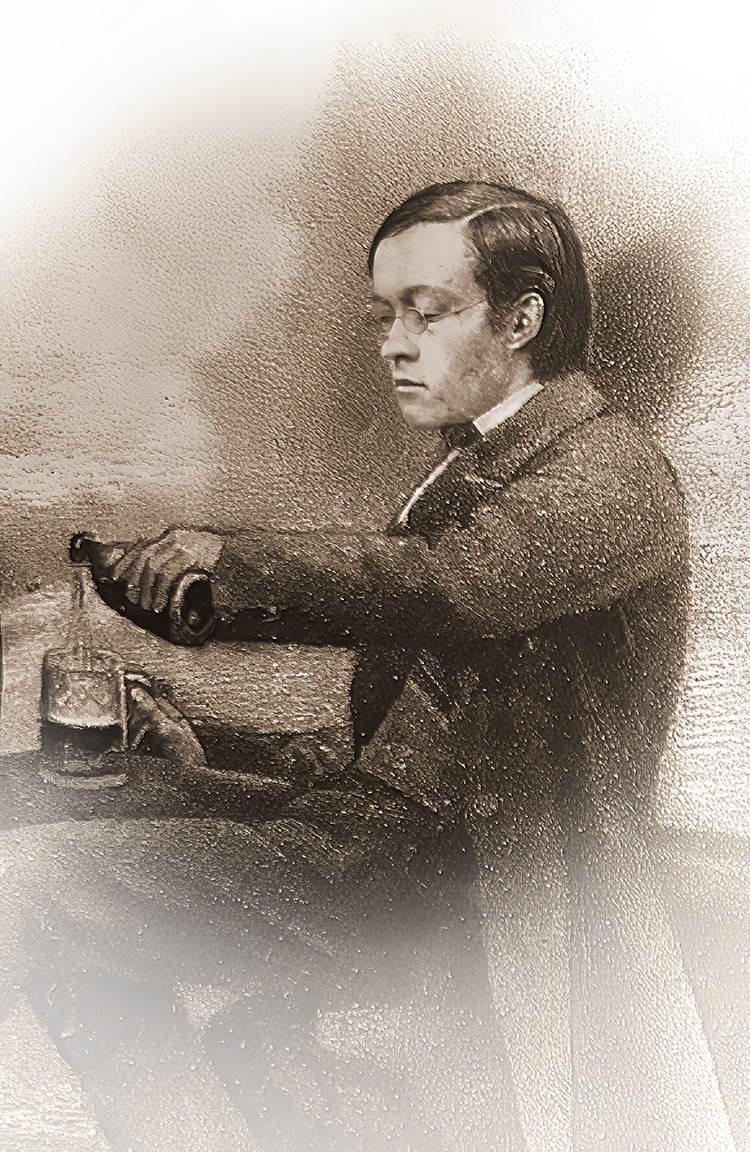
Carl Bertheau als Göttinger Burschenschafter, 1855

Carl Bertheau (* 6. Juli 1836 in Hamburg; † 19. Dezember 1910 ebenda) war ein deutscher evangelisch-lutherischer Theologe, Kirchenhistoriker und Pfarrer.

## Leben
Carl Bertheau wurde als Sohn des Pädagogen und Theologen Carl Bertheau d. Ä. (1806–1886) und von Jeanne Bertheau am 6. Juli 1836 in Hamburg geboren. Zuerst besuchte er eine Realschule, später das Johanneum, wo er seine Schulausbildung 1855 abschloss. Er studierte an den Universitäten Halle und Göttingen Theologie und schloss das Studium am 30. November 1859 mit dem Kandidatenexamen in Hamburg ab. In Göttingen schloss er sich der Burschenschaft Germania Göttingen an.
Danach war er erst als Lehrer an Privatschulen, dann ab 1862 als Realschullehrer und schließlich seit 1865 als Lehrer der Gelehrtenschule des Johanneums tätig. Pastor an der Hauptkirche Sankt Michaelis war er ab dem 24. Februar 1867, im Vorjahr hatte er sich engagiert, um Kriegsverletzte zu versorgen. 
Überdies war er Mitarbeiter sowohl der Realenzyklopädie für protestantische Theologie und Kirche als auch der Allgemeinen Deutschen Biographie sowie Schulinspektor. Bertheaus Spezialgebiet war die hamburgerische Kirchengeschichte und Kirchenmusik. Am 10. November 1883 verlieh die Universität Greifswald den theologischen Ehrendoktor-Grad an ihn. 
44 Jahre lang war er als Pfarrer tätig gewesen, bis er am 19. Dezember 1910 verstarb. 
In der Realenzyklopädie finden sich 23 Artikel von Bertheau, in der Allgemeinen Deutschen Biographie beträgt die Anzahl 29 längere und 70 kurze Artikel. Bertheau hatte fünf Söhne und vier Töchter, von denen insgesamt drei auch Theologen wurden, darunter der Sohn Carl Bertheau III. (1878–1944), der die Bekennende Kirche in Hamburg mitgründete, Lorenz Bertheau (1886–1968), Vorsitzender des Bezirksbruderrates von Naumburg an der Saale und Martin Bertheau (1882–1946), Propst von Südangeln.

## Schriften (Auswahl)
- als Hrsg.: Johannes Burgenhagen's Kirchenordnung für die Stadt Hamburg vom Jahre 1529, Hamburg 1885
- als Hrsg.: Martin Luthers Katechismen, Hamburg 1896